# WTFPL
La WTFPL (Do What The Fuck You Want To Public License, lett. "Licenza Pubblica «Facci il cazzo che vuoi»") è una licenza di software libero. La versione 2 è da considerarsi priva di copyleft e compatibile con la GNU GPL. La versione 1 non è invece libera, in quanto non consente la modifica dell'opera.
La WTFPL 2 permette la distribuzione e la modifica del software e incoraggia l'utente a fare ciò che vuole con il codice del programma. Di fatto equivale al pubblico dominio.

## Testo della licenza
Il testo della licenza è il seguente:
```
            DO WHAT THE FUCK YOU WANT TO PUBLIC LICENSE
                    Version 2, December 2004

 Copyright (C) 2004 Sam Hocevar
  22 rue de Plaisance, 75014 Paris, France
 Everyone is permitted to copy and distribute verbatim or modified
 copies of this license document, and changing it is allowed as long
 as the name is changed.

            DO WHAT THE FUCK YOU WANT TO PUBLIC LICENSE
   TERMS AND CONDITIONS FOR COPYING, DISTRIBUTION AND MODIFICATION

  0. You just DO WHAT THE FUCK YOU WANT TO.

```

## Adozioni
Nel 2002 Bradley M. Kuhn, allora direttore esecutivo della Free Software Foundation, confermò la WTFPL come licenza di software libero valida, compatibile con la GNU General Public License. In quell'anno infatti la WTFPL era già adottata da software liberi come Window Maker, un programma incluso in Debian. La WTFPL è quindi conforme con le Debian Free Software Guidelines.
Un altro software di rilievo che ha adottato questa licenza è Potlatch.